# Dumitru Alexe
Dumitru Alexe (Mahmudia, Tulcea, 21 de março de 1935 — 17 de maio de 1971) foi um velocista romeno na modalidade de canoagem.
Foi vencedor da medalha de Ouro em C-2 1000 m em Melbourne 1956 junto com o seu companheiro de equipe Simion Ismailciuc.